# Emergentismo
L'emergentismo in filosofia della mente è la corrente di chi ritiene che la mente sia un fenomeno emergente, ovvero che i fenomeni mentali siano proprietà emergenti del cervello.
Le principali tesi sostenute dagli emergentisti sono:
1. L'esistenza dell'emergenza come legittima categoria esplicativa del reale;
2. L'applicabilità dell'emergenza a fenomeni come la vita, la mente, i fenomeni sociali;
3. Il rifiuto del dualismo ontologico in ogni sua forma;
4. Il rifiuto del riduzionismo, perlomeno in alcune sue accezioni.

Inoltre, gli emergentisti (in genere) condividono:
1. La teoria dell'evoluzione naturale;
2. La (cosiddetta) teoria gerarchica del reale.

Storicamente, l'emergentismo nasce dal tentativo di trovare una "via di mezzo" tra posizioni epistemologiche contrapposte: meccanicismo e vitalismo; monismo materialista e dualismo cartesiano; riduzionismo e olismo; oggettivismo scientista e soggettivismo umanistico.
La convinzione che l'emergentismo possa risolvere tali annose "dispute" si basa sul fatto che il concetto di emergenza sembra in grado di precisare scientificamente l'antica idea secondo cui "una totalità è maggiore della somma delle sue parti". Secondo gli emergentisti, quel qualcosa che fa sì che una totalità sia maggiore della somma delle parti è proprio ciò che «emerge» da essa. Dunque ci sono: le parti, la loro somma, il quid emergente.
I riduzionisti di ogni luogo ed epoca, secondo gli emergentisti, vedono solo le parti o, al più, la loro somma; negano o misconoscono il quid emergente. Vitalisti, dualisti cartesiani e spiritualisti in genere, d'altra parte, confondono il quid emergente con una sostanza ontologicamente autonoma e, come tale, soprannaturale.
Secondo l'emergentismo, la stagnante controversia tra queste epistemologie estremiste e fallaci si risolve riconoscendo l'esistenza e l'importanza del quid emergente ma negandone al contempo sia l'autonomia ontologica, sia la natura sostanziale. Tutti i fenomeni emergenti, compresa la mente, sono fenomeni spontanei, di natura processuale, naturalmente generati dall'insieme delle interazioni tra le parti della totalità da cui emergono.

## Storia dell'emergentismo

### Antesignani
Già la Monadologia di Leibniz sosteneva che l'autocoscienza o appercezione contraddistingue le monadi più perfette, ossia gli spiriti, si formasse attraverso un'infinita serie di piccole percezioni che in modo impercettibile lasciavano emergere la coscienza. Tutte le monadi sono dotate, in grado diverso, di percezione e coscienza. Riprendendo il principio newtoniano secondo cui la natura non fa salti (natura non facit saltus) non esiste un salto nel passaggio dalle monadi coscienti a quelle autoscienti, ma un graduale emergere delle seconde dalle prime.

### Il primo emergentismo (oBritish Emergentism)
La dottrina nasce negli anni Venti del Novecento, nell'ambito della filosofia inglese. I primi emergentisti, Conwy Lloyd Morgan e Charles D. Broad, mutuano il concetto di emergenza da George H. Lewes, che è il primo a utilizzare la parola «emergenza» in senso tecnico-filosofico, associandola al concetto di "effetto eteropatico" elaborato da John Stuart Mill nel suo System of Logic (1843).
Morgan e Broad producono una teoria coerente e originale, secondo la quale nel corso dell'evoluzione naturale emergono fenomeni nuovi e imprevedibili in base alla conoscenza degli stadi evolutivi precedenti. Tali fenomeni, tra i quali la vita e la mente, non hanno nulla di soprannaturale e tuttavia le loro proprietà non sono deducibili da quelle delle componenti dei sistemi naturali ai quali essi sono associati.
Nel British Emergentism sono già presenti i tre cardini intorno ai quali la filosofia emergentista si svilupperà per tutto il Novecento: l'applicazione alla mente e alla vita della medesima categoria concettuale (l'emergenza); l'inserimento di tale categoria nel panorama concettuale dell'evoluzionismo; la visione del mondo come stratificazione di livelli di complessità gerarchicamente organizzati.
Il primo emergentismo, tuttavia, contiene anche delle criticità non di poco conto, destinate a richiamare l'attenzione dei detrattori dell'emergentismo. Le principali criticità sono: la confusione tra dimensione diacronica e dimensione sincronica dell'emergenza; il problema della cosiddetta "causazione verso il basso" ("top-down causation") - che viene contrapposta alla "bottom-up" (causazione dal basso), in cui certe forme di emergenza prevedono che modelli inaspettatamente complessi, come quelli dei fenomeni coscienti, per esempio, possono emergere da attività di un livello inferiore - e l'ipotesi delle cosiddette "forze configurazionali".
Nonostante queste criticità, l'emergentismo conosce nel 1926 un momento di notorietà internazionale, al quale segue però un lungo periodo di disinteresse da parte di filosofi e scienziati. Unica eccezione rilevante, il contributo di Ernest Nagel che nel 1961 distingue con chiarezza le due forme principali di emergenza: l'emergenza diacronica (emergenza nel tempo di nuove strutture fisiche, a partire da strutture fisiche preesistenti) e l'emergenza sincronica (emergenza di fenomeni imprevedibili a partire da strutture fisiche).

### Le reti neurali
Le reti neurali e il modello connessionista ad esse associato hanno un posto d'onore nella storia dell'emergentismo.
Inventate nel 1943 da Warren McCulloch e Walter Pitts richiamano subito l'attenzione di alcuni fra i più brillanti ricercatori del Novecento.
Nel 1969 Marvin Minsky e Seymour Papert, dopo aver studiato la rete nota come "percettrone", si dichiarano pessimisti sul futuro sviluppo delle reti neurali. Data l'autorevolezza dei due studiosi, la ricerca sulle reti neurali conosce così una decisa battuta d'arresto.
Tuttavia, nel 1982, John J. Hopfield pubblica un celebre articolo in cui descrive le reti oggi note come "reti di Hopfield". Nel suo articolo, Hopfield chiama emergenti le proprietà delle reti da lui studiate. Dopo la pubblicazione dell'articolo, non solo la ricerca sulle reti neurali riprende con grande vigore, ma da quel momento in poi il concetto di emergenza viene applicato sistematicamente alle reti di Hopfield e, per estensione, a tutte le reti neurali.
Pochi anni dopo, nel 1986, il "gruppo PDP" dell'Università della California, coordinato da David E. Rumelhart e James L. McClelland, pubblica un testo in cui viene confutato definitivamente il pessimismo di Minsky e Papert. Il testo del gruppo PDP riscuote un buon successo editoriale e spinge il concetto di emergenza alle luci della ribalta.

### La teoria della complessità
La teoria (o scienza) della complessità, paradigma concettuale della maggioranza degli emergentisti contemporanei, affonda le proprie radici nella cibernetica e nella teoria dell'auto-organizzazione.
Nata nel 1946, nel contesto delle leggendarie "Macy Conferences" di New York, la cibernetica di Norbert Wiener rappresenta il primo sguardo scientifico ai fenomeni di auto-organizzazione.
Nel 1958 Oliver Selfridge, allievo di Wiener, descrive il primo programma ad "architettura emergente": Pandemonium. Il software emergente è strettamente connesso sia all'auto-organizzazione, sia all'emergenza, in quanto in esso un ordine, un'organizzazione spontanea, emerge dalle interazioni di molte unità disordinate e disorganizzate.
Negli anni Sessanta l'auto-organizzazione viene studiata a fondo da numerosi ricercatori: Heinz von Foerster e W. Ross Ashby sviluppano e ampliano la cibernetica di Wiener; John H. Holland, anche lui allievo di Wiener, concepisce gli algoritmi genetici e ne studia le proprietà emergenti; Evelyn Fox Keller e Lee Segal riscoprono il lavoro pionieristico di Alan Turing sulla morfogenesi e l'auto-organizzazione e ne proseguono l'opera.
Nel 1970 John Conway inventa il gioco della vita, che contribuisce a diffondere la teoria degli automi cellulari di John von Neumann e Stanisław Ulam. Tutta la teoria degli automi cellulari ruota intorno al concetto di auto-organizzazione.
Negli anni Settanta Henri Atlan e altri riconoscono che l'auto-organizzazione non è altro che un fenomeno emergente che si manifesta quando un sistema complesso si trova in equilibrio in una delicata condizione definita "margine del caos": l'attenzione degli studiosi si sposta così dall'auto-organizzazione ai sistemi complessi al margine del caos e, a partire dal 1978, l'espressione «teoria della complessità» comincia a sostituirsi a «cibernetica».
Nel 1984, mentre in Europa la nascita della nuova epistemologia viene sancita da due importanti convegni internazionali (a Montpellier e a Milano), negli Stati Uniti nasce l'istituto destinato a diventare il più importante centro internazionale di studi sulla complessità: il Santa Fe Institute.
Sempre nel 1984, l'emergentista Douglas R. Hofstadter fonda presso l'Università del Michigan il "FARG" (Fluid Analogies Research Group), gruppo di ricerca sulle analogie fluide, che riprende, con brillanti risultati, gli studi sul software ad architettura emergente inaugurati da Selfridge.
Tutti i ricercatori del Santa Fe Institute e del FARG si riconoscono nell'epistemologia emergentista e il loro lavoro contribuisce a dimostrare che i cardini del pensiero emergentista sono scientificamente ineccepibili.

### Il secondo emergentismo
Nel brevissimo periodo compreso tra il 1977 e il 1980, un eterogeneo gruppo di pensatori pubblica una serie di lavori in cui l'emergentismo viene riscoperto e celebrato come potente paradigma filosofico. Tali studiosi appaiono convinti che l'epistemologia emergentista sia in grado di superare la diatriba tra monismo materialista e dualismo cartesiano, diatriba ancora presente in filosofia della mente.
Il contributo di questi autori è determinante nella storia dell'emergentismo: da un lato, vengono alla luce i limiti di una posizione troppo vicina al vecchio British Emergentism; d'altro lato, si evidenziano le potenzialità epistemologiche di tale dottrina, purché essa venga "aggiornata" alla scienza degli anni Ottanta.
I principali autori del "secondo emergentismo" sono: Joseph Margolis, Edgar Morin, Karl Popper, Roger Sperry, Mario Bunge e Douglas R. Hofstadter.
La lontananza tra le posizioni epistemologiche da cui provengono questi autori è notevole; eppure tutti loro si riconoscono nell'emergentismo, quasi fosse un vero e proprio ecumenismo epistemologico.
Rispetto al primo emergentismo, l'epistemologia che prende forma dalle riflessioni di questi emergentisti abbandona l'ipotesi delle "forze configurazionali" (l'espressione è di B. McLaughlin), ritenendola scientificamente implausibile, e gli autori che, nonostante tutto, continuano a difenderla, vengono isolati e tacciati di dualismo.
Anche la questione della "causazione verso il basso" (l'espressione è di D. T. Campbell) viene completamente risolta, in particolare grazie all'interpretazione sistemica avanzata da Morin.
Dopo la distinzione tra emergenza diacronica ed emergenza sincronica, effettuata da Nagel già vent'anni prima, il deciso rifiuto dell'ipotesi delle forze configurazionali e la ridefinizione chiarificatrice del problema della causazione verso il basso, da parte dei neoemergentisti, costituiscono di fatto il superamento e la risoluzione di tutte le principali criticità presenti nel primo emergentismo.

## L'emergentismo oggi
Dopo la diffusione dei risultati conseguiti dal gruppo PDP, lo sviluppo delle reti neurali è stato inarrestabile e oggi le reti neurali trovano applicazione nei più svariati campi.
Nel ventennio successivo alla nascita del Santa Fe Institute e del FARG, la scienza della complessità e la computazione emergente hanno fatto progressi incredibili e hanno prodotto nuove discipline, tra cui la vita artificiale (Artificial Life) e l'intelligenza collettiva (Swarm Logic); nuovi modelli, tra cui quello dei sistemi multi-agenti e quello delle "procedure generative vincolate" (Constrained Generative Procedures) che include, tra le altre cose, algoritmi genetici, automi cellulari e reti neurali; innumerevoli simulazioni e videogiochi basati su software ad architettura emergente (in Italia il più famoso è certamente The Sims di Will Wright).
Negli scritti dei neoemergentisti, filosofi di ispirazione "umanistica" così come filosofi di ispirazione "analitica", scienziati vicini alla filosofia così come scienziati dichiaratamente avversi ad essa, grandi pensatori così come scrittori dell'ultima ora, hanno trovato ispirazione e autorevoli riferimenti.
Negli ultimi anni, un numero crescente di ricercatori - verosimilmente "sedotti" dalla potenza delle reti neurali, dall'eleganza delle simulazioni realizzate dagli scienziati della complessità o, ancora, dal fascino degli scritti degli autori che si sono ispirati al secondo emergentismo - ha dichiarato la propria convinzione che la mente sia un fenomeno emergente, associato al funzionamento del sistema nervoso.
Benché tale dichiarazione, in genere non accompagnata da dettagliate precisazioni sulla propria posizione epistemologica, non sia a rigore sufficiente per inscrivere l'autore tra le file degli emergentisti, dall'esame dei testi è facile convincersi che, nella maggioranza dei casi, chi sostiene la tesi della "mente come emergenza" condivide anche le altre principali tesi degli emergentisti.